# Titulcia argyroplaga
Titulcia argyroplaga är en fjärilsart som beskrevs av George Francis Hampson 1912. Titulcia argyroplaga ingår i släktet Titulcia och familjen trågspinnare. Inga underarter finns listade i Catalogue of Life.